# S
 Ovo je glavno značenje pojma S. Za registracijsku oznaku Švedske pogledajte S (registracijska oznaka).
S je 24. slovo hrvatske abecede. Označava bezvučni alveolarni frikativni suglasnik. Također je:
- u kemiji znak za sumpor
- u SI sustavu znak za jedinicu električne vodljivosti simens (S) i vremena sekundu (s)
- međunarodna automobilska oznaka za Švedsku

## Povijest
Razvoj slova „S” moguće je pratiti tijekom povijesti:
| Protosemitsko S | Feničko sin | Grčko sigma | Etruščansko S | Rimsko S |
| Protosemitsko S | Feničko sin | Grčko sigma | Etruščansko S | Rimsko S |